# Caso Yara Carollyne
O Caso Yara Carollyne refere-se ao desaparecimento e morte de Yara Carollyne Martins Neves, entre os dias 4 de março e 8 de março de 2025, entre as cidades de Água Boa, Santa Maria do Suaçuí e São Pedro do Suaçuí; cidades do interior de Minas Gerais.

## Desaparecimento
Yara Carollyne foi vista com vida pela última vez na noite do dia 4 de março, por volta de 21h45 entrando em um carro branco. Câmeras de monitoramento ajudaram a polícia a concluir que se tratava de um carro de cor clara modelo Ford Ka. 
A mãe de Yara, Maria Geralda Tavares Martins, só soube da informação do veículo no dia seguinte ao desaparecimento da filha.

## Investigações e Cronologia
As primeiras investigações sobre o desaparecimento de Yara começaram no dia seguinte ao desaparecimento com o registro de um Boletim de ocorrência registrado pela mãe de Yara. Com isso, os policiais começaram as primeiras buscas pela criança com base em declarações de testemunhas e imagens de câmeras de monitoramento da região. 
Cronologia
- 4 de março

Yara é vista pela ultima vez no dia 4 de março por volta de 21h45 da noite entrando em carro branco, testemunhas disseram que o suposto veículo seguiu sentido Santa Maria do Suaçuí.
- 5 de março

A mãe de Yara, Maria Geralda Tavares Martins registra um boletim de ocorrência informando o desaparecimento. 
- 6 de março a 7 de março

Yara segue desaparecida e a Polícia Civil segue com as buscas para localizar o paradeiro da criança e em busca do carro onde Yara foi vista entrando pela última vez. 
- 8 de março

Um cadáver em avançado estado de decomposição é encontrado por uma pescadora enrolado em um lençol e dentro de um buraco na cabeceira de uma ponte em uma área rural da cidade de São Pedro do Suaçuí a cerca de 70km de Água Boa
- 9 de março

Um suspeito pelo assassinato identificado como Valdenilson Pereira da Silva, é detido e preso em Água Boa. 
- 10 de março Valdenilson Pereira de 57 anos confessa a autoria do sequestro e do assassinato de Yara antes de ser transferido para o Presídio de Guanhães.[3][4]

## O Crime
Valdenilson sequestrou Yara na noite do dia 4 de março. Em sua confissão a polícia civil de Minas Gerais, ele informou que pegou a menina com a intenção de cometer o abuso sexual contra a vítima, ato que não se concretizou, e com medo de que a vítima contasse algo para alguém, ele a estrangulou até a morte.
"Temos a confissão formal dele, dando esclarecimentos de como foi a morte e a ocultação de cadáver", disse o delegado Marceleandro Clementino da Silva.
As investigações revelaram ainda que o acusado já teve contato próximo com a mãe da vítima em outras ocasiões, fato esse que facilitou o sequestro de Yara já que ela conhecia o assassino e por isso entrou em seu carro sem esboçar reação negativa. 
"Ele já teve um relacionamento pretérito com a mãe da menina, mas não longíquo, que foram dois encontros com a mãe da menina. E ele já a conhecia, por isso que possivelmente ela entrou no carro. Ele falou que a convidou para comer uma pizza na casa e que tentaria talvez manter alguma relação com ela. Só que isso ainda não tem nenhuma linha de investigação nesse sentido, por conta, que o corpo foi encontrado em avançado estado de putrefação e por mais que tenhamos feito a coleta de DNA para crimes sexuais, talvez a gente não tenha certeza se isso venha da resposta", disse.
Após ter matado Yara, Valdenilson enrolou o seu corpo em um lençol e jogou dentro um buraco que fica próximo a cabeceira de uma ponte que passa sobre o córrego Pele de Gato na região rural de São Pedro do Suaçuí.

## Reações
A Prefeitura de Água Boa publicou uma nota lamentando a morte de Yara 

"A Prefeitura Municipal de Água Boa manifesta seu profundo pesar e indignação pelo falecimento da menina Yara Karolaine Martins Neves, que foi encontrada morta no último sábado, 08 de março de 2025. Esta partida trágica deixa um imenso vazio e causa comoção em toda a nossa comunidade. Neste momento de dor, nos solidarizamos com os amigos, familiares e compartilhando o luto dos cidadãos, assim como expressamos nossa revolta diante deste ato cruel. Estamos empenhados em colaborar com as autoridades competentes para que este crime bárbaro seja elucidado o mais rapidamente possível e os responsáveis punidos com todo o peso da lei. Diante da gravidade do ocorrido, o Prefeito Orlando Cardoso Pereira decretou luto oficial por três dias em Água Boa, como forma de homenagear a memória da jovem Yara Karolaine Martins Neves e prestar solidariedade à sua família enlutada. Confiamos na ação da Polícia Civil e demais órgãos responsáveis para serem identificados os autores deste crime hediondo. Que Deus conforte os corações dos familiares e amigos neste momento tão difícil."
Valdenilson era servidor público da cidade e prestava serviço como motorista a prefeitura de Água Boa.